# Graciela de la Lama Gómez

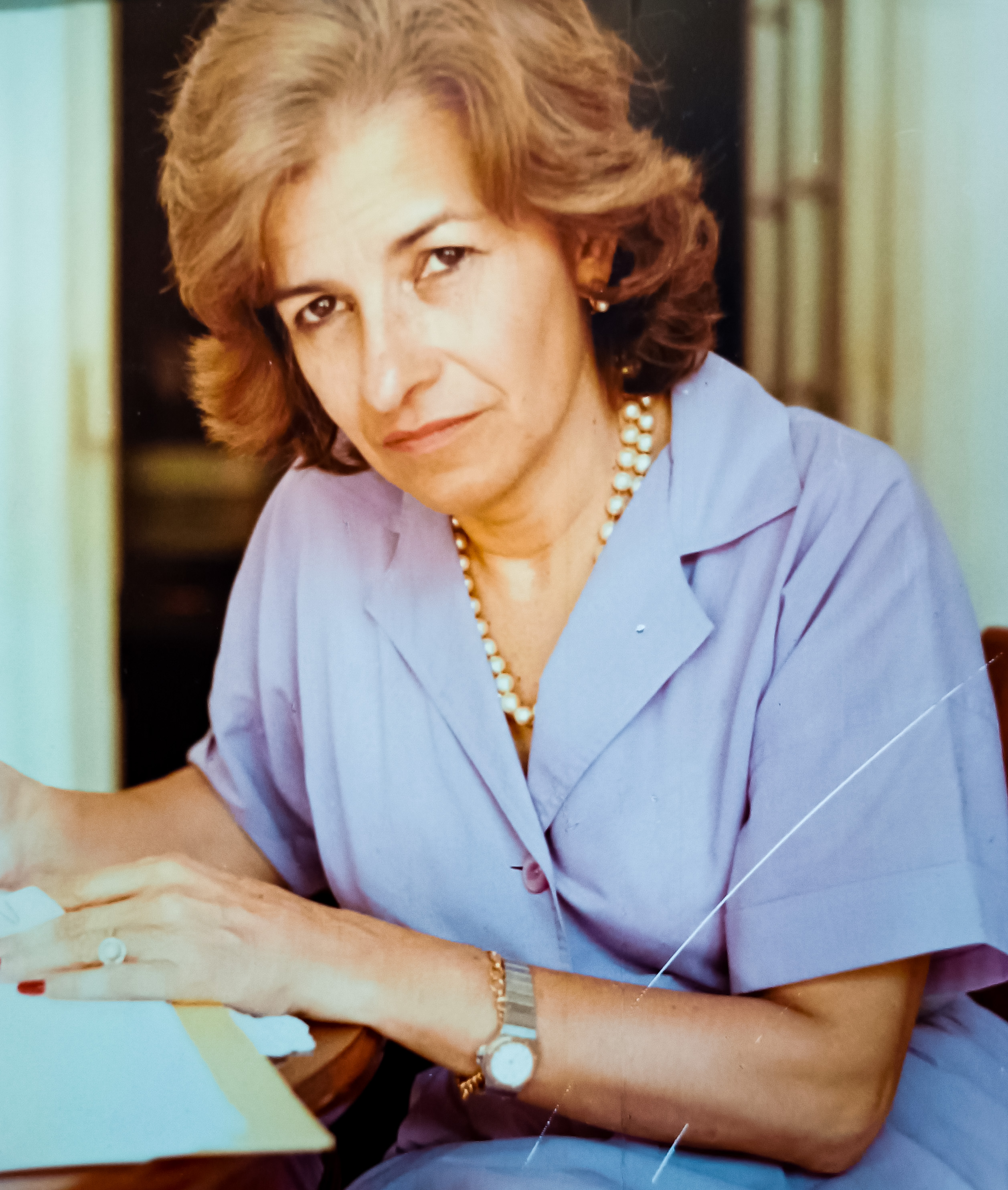
Graciela de la Lama

Graciela de la Lama Gómez (* 1933 in Jalisco; † 2019) war eine mexikanische Botschafterin.

## Leben
Sie erwarb einen Master in Philosophie an der Universidad Nacional Autónoma de México (UNAM). Sie absolvierte Aufbaustudien in Indien und an der Sorbonne. Später war sie Professorin am Colegio de México und forschte an der University of Madras.
Mit Dienstsitz in Neu-Delhi war sie ab 2. März 1982 auch bei der Regierung von Bangladesch akkreditiert.
Zu ihrem Amtsbezirk gehörten 1986 auch Afghanistan und Sri Lanka.
| Vorgänger              | Amt                                                                     | Nachfolger                  |
| ---------------------- | ----------------------------------------------------------------------- | --------------------------- |
| Jesús García Chávez    | Mexikanische Botschafterin in Neu-Delhi 2. März 1982 bis 16. März 1988  | Luis Dantón Rodríguez Jaime |
| Jorge Palacios Treviño | Mexikanischer Botschafter in Kairo 16. Juni 1988 bis 30. September 1992 | Jesús Cabrera Muñoz-Ledo    |